# Grebs-Niendorf
Grebs-Niendorf is een gemeente in de Duitse deelstaat Mecklenburg-Voor-Pommeren, en maakt deel uit van het Landkreis Ludwigslust-Parchim.
Grebs-Niendorf telt 536 inwoners.